# Lutzomyia guderiani
Lutzomyia guderiani är en tvåvingeart som beskrevs av Torres M., Cáceres A., Le Pont F. 1995. Lutzomyia guderiani ingår i släktet Lutzomyia och familjen fjärilsmyggor.
Artens utbredningsområde är Bolivia. Inga underarter finns listade i Catalogue of Life.